# Giovanni Ventura Borghesi
Pour les articles homonymes, voir Borghesi.
Ne pas confondre avec Giovan Battista Borghesi (1790-1846), peintre italien du XIXe siècle
Giovanni Ventura Borghesi (né en 1640 à Città di Castello, province de Pérouse, en Ombrie et mort le 20 mai 1708) est un peintre italien baroque de l'école romaine de la deuxième moitié du XVIIe et du début du XVIIIe siècle.

## Biographie
Giovanni Ventura Borghesi fut l'élève de Pietro da Cortona et acheva divers travaux que ce dernier laissa inachevés dont le grand tableau du collège La Sapienza.
Il réalisa une Annonciation et un Couronnement de la Vierge en l'église Saint-Nicolas de Tolentino.
Il résida plusieurs années en Allemagne et à Prague, où il peignit à fresque.

## Œuvres
- Annonciation et Couronnement de la Vierge, église Saint-Nicolas de Tolentino.
- Martyre de saint Pierre, église Saint-Dominique, Pérouse.
- Les Saints Yves, Léon, Pantaleon, Luc et Catherine d'Alexandrie en Gloire des anges (1661), Église Sant'Ivo alla Sapienza (tableau commencé par Pietro da Cortona).
- Martyre de saint Pellegrin, église Madonna delle Grazie, Città di Castello.
- Nozze mistiche di Santa Caterina (1698), huile sur toile, église Santa Maria della Quercia, Viterbe.
- Martirio di San Vincenzo (1699), sanctuaire du Belvedere, Città di Castello.